# Christina Z
Christina Z es una escritora de cómics estadounidense conocida por ser la primera mujer en aparecer en la lista de los 10 mejores escritores con mayores ventas de la revista Wizard. Logró este estatus por su trabajo en el título de Image Comics, Witchblade. Ella escribió y sentó las bases de los primeros 39 números de la serie Witchblade. En 2008, fue noticia al asumir las tareas de escritura de Shadow Hunter de Virgin Comics, que presentaba a la estrella de cine para adultos Jenna Jameson. También ha sido periodista musical, intermitentemente, a lo largo de 20 años.

## Primeros años
Christina Z fue descubierta en el cómic a partir de sus escritos como periodista musical. Fue editora de columnas, crítica musical y crítica de clubes para la revista Urb, además de trabajar como freelance para otras revistas musicales en ese momento. Ha trabajado con músicos en el área de escritura y conceptualización.

## Carrera

### Cómics y novelas gráficas
Bajo el sello de Top Cow, Christina Z se unió a la escritura y edición de Witchblade #1 y continuó escribiendo el título durante los siguientes 3 años y medio. Ella jugó un papel decisivo en la formación del personaje a lo largo de su creación fundamental. Escribió números de Ripclaw, un cómic sobre un indio nativo americano sobrenatural. Tras el éxito de Witchblade, Christina Z escribió números de Tales of the Witchblade, una serie que contaba eventos históricos del arma mítica y la serie Destiny's Child de Witchblade.
Una serie antológica dividida titulada Shadowplay de IDW fue uno de los primeros cómics con clasificación R escrito por Christina Z e ilustrado por el artista título Ashley Wood. La temática del libro abarcó temas BDSM extremos y modificación corporal.
Un relanzamiento del personaje Tigra, creado inicialmente en 1972, recibió una miniserie guionizada por Christina Z para Marvel Comics, la cual fue alabada al retratar al personaje en una perspectiva vulnerable pero poderosa. Fue dibujado por Mike Deodato Jr. y editado por Tom Brevoort. Como progresión natural, Christina Z emprendió su primer proyecto infantil al escribir los cómics de Las Supernenas para DC Comics .
Acclaim Comics tenía la licencia de Master Darque y fue relanzado como Darque Passages con Christina Z como eescritor en colaboración con el artista de Hellblazer , Leonardo Manco . Bajo el equipo de edición de Fabian Nicieza y Jeff Gomez, el relanzamiento consistió en un ashcan (creado únicamente para establecer marcas registradas) previo al lanzamiento y fue considerado un gran éxito que llevó a la editorial a relanzar su grupo de otros personajes históricos.
Debido al éxito del videojuego BloodRayne, Echo 3 Worldwide contactó a Christina Z para lanzar la serie Bloodrayne. Cuenta la violenta historia de un Dhampir, mitad humano, mitad vampiro. Las tareas artísticas estuvieron a cargo del ilustrador Kody Chamberlain, de la famosa serie de vampiros 30 días de oscuridad.
Pasando a la producción propia de cómics, el artista de cómics y videojuegos de Blizzard Trent Kaniuga y Christina Z colaboraron en la creación de un relanzamiento de su CreeD de propiedad del creador llamado Utopiate bajo el sello de Image Comics. El título fue dibujado por Kaniuga con el diseño gráfico, la escritura y la rotulación realizadas por Christina Z.
En 2008, el magnate de negocios Richard Branson saltó al mundo del cómic con Shadow Hunter, un cómic con la combinación de la estrella de cine para adultos Jenna Jameson como personaje principal y Christina Z como escritora de una serie sobrenatural. Aunque se produjeron controversias y complicaciones, la serie se publicó. Se convocó una conferencia de prensa en Nueva York en nombre de la compañía, moderada por el entintador y creador de cómics, Jimmy Palmiotti. Christina Z no asistió.

### Carrera de periodismo musical
Christina Z es conocida por ser una de las primeras en documentar la secreta y clandestina escena rave de Los Ángeles en los años 1990 con su columna, "Da Scoop" para la revista Urb. Christina Z ayudó a distribuir a mano las revistas mensuales de tamaño completo a los grupos de almacén todas las semanas después de su publicación desde el maletero de su automóvil.
Christina Z trabajó con varios sellos discográficos de música electrónica y industrial, entrevistando a artistas y reseñando música. Sus escritos han aparecido en revistas como Urb, Rolling Stone, Alternative Press, Fix, Club Life, Exit y otras.
Christina Z trabajó con Dreamworks Records, una subsidiaria de Geffen Records para concebir el álbum de género de música industrial/metal Witchblade: The Music. El álbum incluye temas escritos, producidos, interpretados y mezclados por Peter Steele de Type O Negative, Buzz Osbourne de Melvins, Kat Bjelland de Babes in Toyland, Jim Thirlwell de Foetus and Coil, Dave Ogilvie de Skinny Puppy, Chris Vrenna de Nine Inch Nails y Marilyn Manson, y Dave Mustaine de Megadeth.
En 2019, Christina Z se asoció con el prolífico compositor belga Jean-Marc Lederman en un libro de fotografías de tapa dura de doble CD y una antología de historias de fantasmas llamada 13 Ghost Stories. En él participan el personal de Beborn Beton, Stefan Netschio, el personal de Bruderschaft, Rexx Arkana, el creador del complejo Cassandra, Rodney Orpheus, y otros. El arteLa fue obra de la artista visual Erica Hinyot.